# Nglungger
Nglungger is een bestuurslaag in het regentschap Blora van de provincie Midden-Java, Indonesië. Nglungger telt 2120 inwoners (volkstelling 2010).